# Trichophyton tonsurans

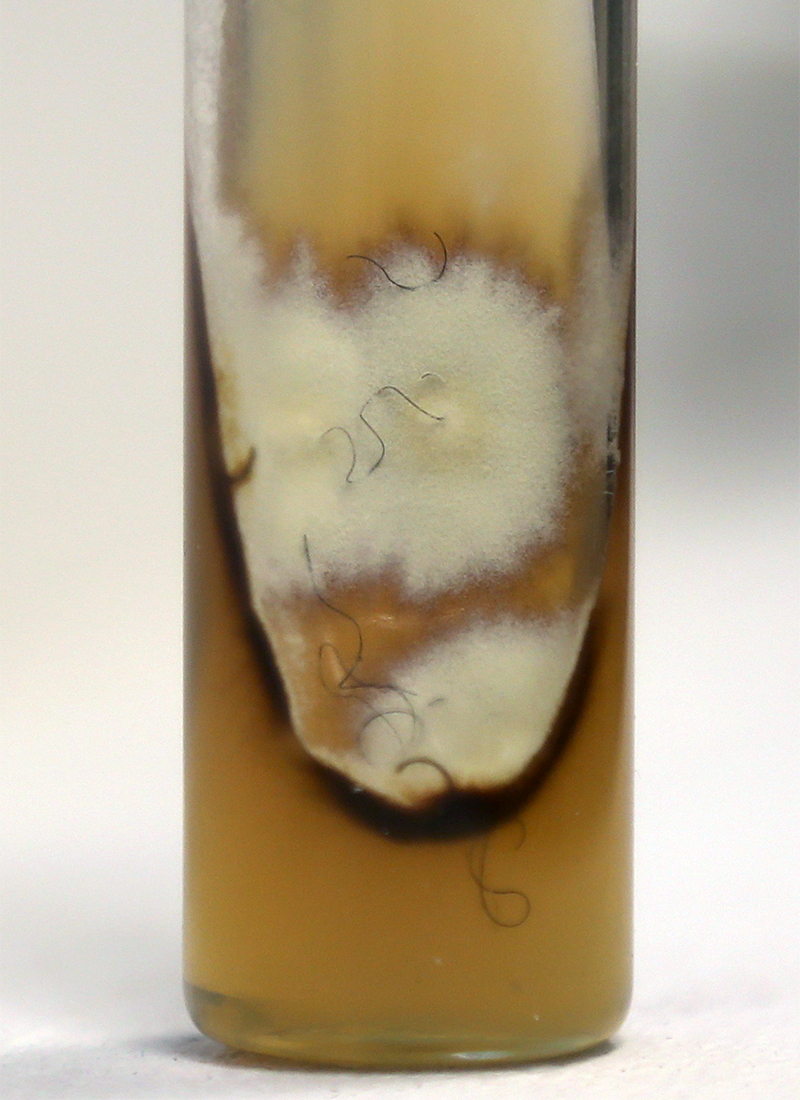
Colônia de T. tonsurans em ágar Sabouraud com dextrose.

Trichophyton tonsurans é um fungo antropofílico da família Arthrodermataceae que causa dermatofitose no couro cabeludo (tinea capitis). Pode ser encontrado no mundo inteiro, mas é mais comum no nordeste brasileiro, México, EUA e África. Afeta principalmente crianças e é responsável por diversas epidemias de tinha do couro cabeludo em escolas e creches.

## Colônias
Em ágar Sabouraud dextrose as colônias tendem a ser planas, com um centro elevado, de crescimento lento, amarelada-pálida ou parda por cima e avermelhada por baixo, liberando um pó pigmentado espalhado pelo ágar. Eventualmente pode ficar mais branca e com dobras. Não é fluorecente com lâmpada de Wood.
As hifas são relativamente amplas, irregulares, muito ramificadas com numerosos septos. Numerosos macroconídios característicos variam em tamanho e forma de longa clavada a ampla piriforme, formando ângulo reto com as hifas, que muitas vezes permanecem não coradas pelo azul do lactofenol.

## Patologia
Causa perda de cabelo na cabeça ou no corpo, principalmente em crianças. Algumas pessoas podem ser transmitido por portadores assintomáticos e transmitirem o fungo aos outros. Também pode causar onicomicose (micose na unha) e tinea pedis(pé de atleta). Pode ser tratado e prevenido com xampu antifúngico.